# RAF Lossiemouth
RAF Lossiemouth is een vliegbasis van de Royal Air Force nabij het Schotse Lossiemouth in Moray. Het is een van de grootste bases van de RAF en de belangrijkste Britse basis voor de Panavia Tornado. Er zijn drie squadrons met Tornados gestationeerd: 12 (Bomber) Squadron, 15 (Reserve) Squadron en 617 Squadron, de "Dambusters". De Tornado Operational Conversion Unit (OCU, omscholingseenheid) is er ook gevestigd. Tevens is er een flight van twee Westland Sea King reddingshelicopters van 202 Squadron gestationeerd.

## Geschiedenis
Met de bouw van de basis werd begonnen in 1938 en in 1939 werd ze in gebruik genomen. De eerste gebruiker was No.15 Flying Training School. In april 1940 nam Bomber Command de basis over en stationeerde er de 20e Operational Training Unit. Tijdens de Tweede Wereldoorlog was het een trainingsbasis voor bommenwerperbemanningen, maar er werden ook operaties uitgevoerd vanaf de basis. De belangrijkste daarvan was de aanval op het Duitse slagschip de Tirpitz op 12 november 1944 door het 617 Squadron.
Na de Tweede Wereldoorlog ging de basis eerst over naar Coastal Command van de RAF en in 1946 naar de Fleet Air Arm van de Royal Navy. Als RNAS Lossiemouth was het een opleidingsbasis waar piloten van de Fleet Air Arm hun basisopleiding kregen.  Lossiemouth was ook een basis voor de Blackburn Buccaneers van de Royal Navy.
In 1972 ging de basis terug over naar de Royal Air Force. De reddingshelicopters van het 202e squadron waren de eerste RAF-vliegtuigen die naar de basis terugkeerden. In 1973 werd de omscholingseenheid van de Sepecat Jaguar naar Lossiemouth verplaatst, gevolgd door het 8e squadron met Avro Shackletons uit het nabije RAF Kinloss. Die bleef op de basis tot ze werd ontbonden in 1991. In december 1978 kwam het 48e squadron met Rapier grond-luchtraketten. Van 1978 tot 1981 vlogen de Hawker Hunters van 2 Tactical Weapons Unit vanaf RAF Lossiemouth, tot ze naar RAF Chivenor konden.
Tot het begin van de jaren 1990 was een groot deel van de Blackburn Buccaneers die de RAF van de Fleet Air Arm had overgenomen op RAF Lossiemouth gestationeerd. Ze werden in dezelfde rol gebruikt als voorheen, namelijk als marinejager voor aanvallen tegen schepen. Vanaf 1993 werd de Buccaneer vervangen door de Panavia Tornado.

## Toekomst (vanaf 2012)
In de toekomst zal RAF Lossiemouth de enige operationele RAF-basis in Schotland zijn. RAF Kinloss is in 2012 overgedragen aan het Britse leger en RAF Leuchars zal tussen 2013 en 2015 ook een legerbasis worden. De Eurofighter Typhoons die daar gestationeerd zijn, zullen naar RAF Lossiemouth verplaatst worden. 